# Insulin degludec
Insulin degludec (INN / USAN) là một chất tương tự insulin cơ bản có tác dụng ultralong được Novo Nordisk phát triển dưới tên Tresiba. Nó được quản lý thông qua tiêm dưới da mỗi ngày một lần để giúp kiểm soát lượng đường trong máu của những người mắc bệnh tiểu đường. Nó có thời gian tác dụng kéo dài tới 42 giờ (so với 18 đến 26 giờ được cung cấp bởi các loại thuốc có tác dụng kéo dài trên thị trường khác như insulin glargine và insulin detemir), làm cho nó trở thành insulin cơ bản mỗi ngày một lần, đó là một loại cung cấp mức insulin cơ bản, trái ngược với các loại thuốc tiêm bolus tác dụng nhanh và ngắn.
Insulin degludec là một loại insulin biến đổi có một amino acid duy nhất bị xóa so với insulin người và được kết hợp với axit hexadecanedioic thông qua gamma-L-glutamyl spacer tại amino acid lysine ở vị trí B29.

## Tác dụng phụ
Một tác dụng phụ đáng kể của liệu pháp insulin là hạ đường huyết. Một phân tích tổng hợp các thử nghiệm lâm sàng được công bố vào tháng 7 năm 2012 đã tìm thấy 39 đến 47,9 sự kiện hạ đường huyết (được định nghĩa là đường huyết <56 mg/dL) mỗi năm của bệnh nhân, với tỷ lệ cao hơn trong công thức khử khí tập trung hơn. Tỷ lệ hạ đường huyết về đêm dao động từ 3,7 đến 5,1 sự kiện mỗi năm của bệnh nhân.

## Dược lý

### Cơ chế hoạt động
Insulin degludec là một loại insulin có tác dụng siêu dài, không giống như insulin glargine, hoạt động ở độ pH sinh lý. Việc bổ sung axit hexadecanedioic vào lysine ở vị trí B29 cho phép hình thành đa hexamer trong các mô dưới da. Điều này cho phép hình thành một kho dưới da dẫn đến việc giải phóng insulin chậm vào tuần hoàn hệ thống.

### Dược động học
Insulin degludec có tác dụng khởi phát 30 phút 90 phút (tương tự như insulin glargine và insulin detemir). Không có đỉnh trong hoạt động, do sự giải phóng chậm vào lưu thông hệ thống. Thời gian tác dụng của insulin degludec được báo cáo là dài hơn 24 giờ.

## Lịch sử
Insulin degludec đã được nộp để đăng ký tại Hoa Kỳ. Novo Nordisk hy vọng sẽ bắt đầu tiếp thị tương tự insulin vào năm 2015 hoặc 2016 sau khi hoàn thành các nghiên cứu an toàn về tim bổ sung theo yêu cầu của Cục Quản lý Thực phẩm và Dược phẩm Hoa Kỳ (FDA) vào tháng 2 năm 2013. Insulin degludec nhận được sự chấp thuận của FDA ngày 25 tháng 9 năm 2015  và tiếp thị bắt đầu vào ngày 26 tháng 1 năm 2016.